# أولاد خلوف (أقواس بريش)
أولاد خلوف هي إحدى مشيخات المملكة المغربية، تتبع جغرافيا لعمالة طنجة أصيلة وإداريًا لأقواس بريش. يقدر عدد سكانها بـ 10730 نسمة حسب الإحصاء الرسمي للسكان والسكنى لسنة 2004.